# Crimson Editor
Crimson Editor è un editor di testo freeware per Microsoft Windows. Viene utilizzato tipicamente come editor web o per codici sorgente in generale. L'autore è Ingyu Kang.

## Caratteristiche
Crimson Editor è dotato di integrazione della shell di Windows, navigazione a schede, syntax highlighting per più di 100 linguaggi di programmazione, annullamenti/ripristini multipli (al contrario del classico notepad), modifica in modalità colonna ("column mode"), brace matching, auto-indentazione, controllo sintattico e vari altri tool. Sono supportati Unicode (anche se solamente per i caratteri inclusi nel character set di Windows) e vari tipi di ritorno a capo. Crimson Editor supporta anche l'utilizzo delle macro, è dotato di una calcolatrice incorporata e il find and replace supporta le espressioni regolari.

## Accoglienza
Crimson Editor è stato ampiamente recensito e generalmente ben accolto. È stato descritto come un ottimo editor ed una pseudo interfaccia IDE per programmatori. È stato lodato soprattutto per l'ampio numero di strumenti forniti, syntax highlighting per vari formati e l'intergrazione FTP. Tuttavia sono capitati alcuni problemi di memoria con dei progetti completi e anche alcuni crash.